# Falcon Mimoň
Falcon Mimoň byla firma v Mimoni, ležící na území okresu Česká Lípa v Libereckém kraji. Dřívější názvy firmy byly Möbelfabrik D. G. Fischel Söhne, později TON, Miton a nakonec Falcon.

## Historie
Původní název firmy Falcon byl FISCHEL (resp. Möbelfabrik D. G. Fischel Söhne). V roce 1870 ji založili synové pražského obchodníka s olejem Davida Fischela, bratři Alexander a Gustav Fischelovi, v severočeském, tehdy spíše německém, městě Mimoni (něm. Niemes). 10. července téhož roku byly zahájeny stavební práce na nových továrních budovách. Výstavba byla dokončena v březnu 1871 a následně zahájena výroba. 
V té době se jednalo o první továrnu na nábytek z ohýbaného dřeva v Čechách. V mimoňském závodě pracovala stovka dělníků. 
Firmě se dařilo, takže po deseti letech existovaly kromě hlavní výroby v Mimoni další pobočky v okolních městech a obcích: Zákupech, Kuřívodech, Stráži pod Ralskem, Bělé a Brništi. Bratři Fischelové dokonce nechali pro své zaměstnance postavit lázeňský dům (Arbeiter-Badehaus).